# Парамутація
Парамута́ція (англ. paramutation) — взаємодія двох алелів одного локусу, за якого один алель спричинює успадковані зміни в іншому алелі. Ці зміни можуть полягати в зміні патерну метилювання ДНК або модифікації гістонів. Алель, що індукує ці зміни, називають парамутагенним, а той алель, який епігенетично змінюється, називають парамутабельним. Парамутабельний алель може мати змінені рівні експресії, які можуть зберігатися в потомства, що успадкувало цей алель, навіть за відсутності парамутагенного алеля. Парамутації можуть мати місце, наприклад, у генетично ідентичних рослин, що демонструють абсолютно різні фенотипи.
Хоча явище парамутації вивчено переважно на кукурудзі, парамутації описано і в інших організмів, зокрема в таких тварин, як плодова мушка Drosophila melanogaster і миша. Попри поширеність, приклади парамутацій нечисленні, і їх механізми не до кінця зрозумілі.

## Історія вивчення
Явище, яке можна назвати парамутацією, вперше описали 1915 року Вільям Бетсон і Керолайн Пелью. Вони описали «карликовий» (англ. rogue) горох, який передавав свою «карликовість» потомству. Однак перший формальний опис парамутації 1950 року виконав для рослин кукурудзи Р. А. Брінк із Вісконсинського університету в Медісоні. Він зауважив, що особливі слабко експресовані алелі локусу red1 (r1) у кукурудзи, який кодує транскрипційний фактор, який надає червоного кольору зернам кукурудзи, можуть викликати успадковані зміни в сильно експресованих алелях, які перетворюють їх на слабко експресовані. Слабкий рівень експресії зберігається під час передавання цих алелів потомству, і вони можуть, у свою чергу, знижувати рівень експресії інших алелів (це явище отримало назву вторинної парамутації). Брінк показав, що вплив парамутагенного алеля може передаватися декільком наступним поколінням.

## Опис

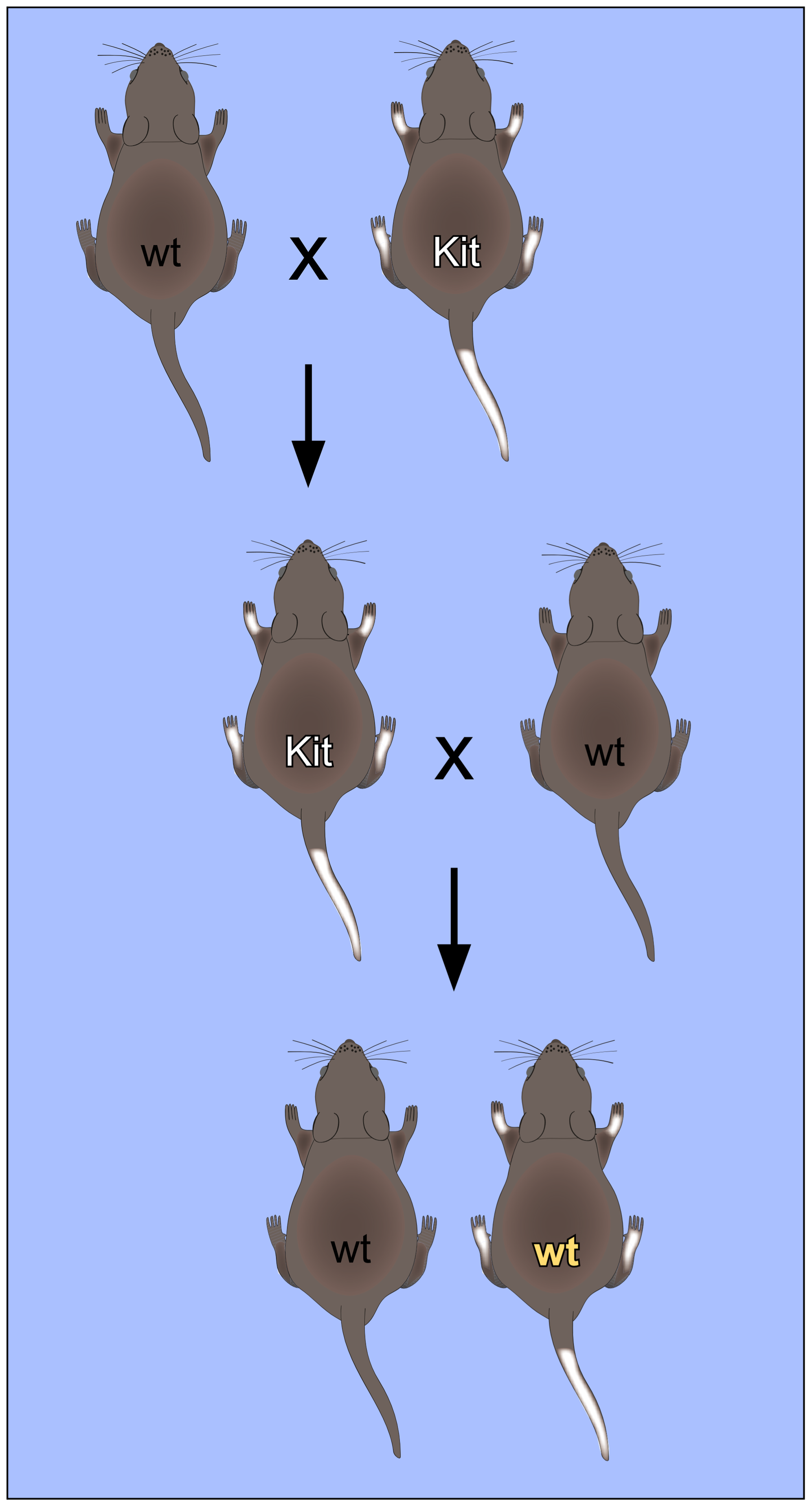
Парамутация kit у мишей

Алелі, які можуть викликати успадковані зміни в інших алелях, називають парамутагенними, а мінливі алелі називають парамутабельними. Алелі, які не беруть участі в цих взаємодіях, називають нейтральними. Коли парамутагенний і парамутабельний алелі є в одного і того ж організму, парамутабельний алель перетворюється на парамутагенний і зберігає свою парамутагенність у декількох поколіннях. За описаної трансформації не відбувається ніяких змін у ДНК, однак парамутагенні та парамутабельні алелі розрізняються за епігенетичними ознаками (зокрема за метилюванням ДНК). Як правило, парамутабельний алель активно транскрибується, а парамутагенний алель транскрибується мало або не транскрибується зовсім. Першим описаним і найвивченішим прикладом парамутації є локус r1 кукурудзи. Ген, розташований у цьому локусі, коли транскрибується, дає початок транскрипційному фактору, який стимулює утворення антоціану, внаслідок чого зерна набувають пурпурового забарвлення. Один алель цього локусу, що позначається B', може викликати метилювання іншого алеля, B-I. Метилювання знижує транскрипцію і, відповідно, рівень синтезу антоціану. Ці алелі не відрізняються за послідовностями ДНК, проте розрізняються за ступенем метилювання ДНК. Як і у випадку інших парамутацій, перетворення алелю B-I на алель B' стабільне і успадковуване. Інші схожі приклади парамутацій спостерігаються у випадку деяких інших локусів кукурудзи, а також у модельної рослини Arabidopsis thaliana і трансгенних петуній. Парамутації також описано в Drosophila melanogaster, черв'яка Caenorhabditis elegans і миші.
Як приклад парамутацій можна розглянути парамутацію Kit у мишей. Ген Kit кодує тирозинкіназний рецептор, який бере участь у таких процесах розвитку, як гемопоез, диференціація клітин зародкової лінії і меланогенез. Гомозиготна делеція Kit летальна, а гетерозиготні миші мають білий хвіст. Білий хвіст гетерозиготних батьків зберігається в їхніх нащадків, що мають генотип дикого типу (Kit+/+). Показано, що в цьому випадку парамутацію обумовлює РНК: ін'єкція в запліднене яйце з генотипом дикого типу РНК зі сперми білохвостої гомозиготи або РНК, утвореної з транскрипту Kit, призводить до розвитку білохвостого фенотипу.

## Механізм
Хоча специфічні механізми здійснення парамутацій у різних організмів відрізняються, в їх основі лежать епігенетичні модифікації і РНК-сайленсинг.
У разі локусу r1 для парамутагенного алеля B' характерне ДНК-метилювання ділянки тандемних повторів поряд з кодувальною ділянкою, і коли парамутабельний алель B-I стає парамутагенним, він теж набуває характерного патерну ДНК-метилювання. Для успішного перенесення ДНК-метилювання необхідний ряд генів, що кодують РНК-залежні РНК-полімерази та інші білки шляху РНК-сайленсингу, підтверджуючи тим самим, що парамутація здійснюється за допомогою ендогенного РНК-сайленсингу. Ця гіпотеза підтверджується наявністю транскрипції малих інтерферуючих РНК з ділянки тандемних повторів. У таких тварин, як D. melanogaster, парамутации можуть бути опосередковані ріРНК. Також було показано, що в деяких випадках крім ДНК-метилювання для здійснення парамутацій необхідні модифікації гістонів метильованої ДНК, тому для парамутацій можуть бути необхідними гістон-модифікувальні білки. Висловлено припущення, що модифікації гістонів можуть бути необхідними для підтримки парамутацій. Однак варто зазначити, що за допомогою концепції РНК-сайленсингу неможливо пояснити всі властивості парамутацій, тому в парамутаціях можуть бути задіяні й інші механізми.

## Застосування
Існує припущення, що в окремій популяції відносно небагато генів демонструють парамутації з огляду на те, що висока пенетрантність парамутагенних алелів може призвести до закріплення або парамутагенного, або парамутабельного алелів. Утім, парамутації можуть зберігатися в локусах з низькою пенетрантністю парамутагенного алеля. Це необхідно враховувати селекціонерам рослин.
Оскільки парамутації та явища, подібні до них, описано в таких тварин, як дрозофіла та миша, передбачається, що парамутації можуть сприяти розвитку спадкових захворювань людини з неменделівським успадкуванням.